# جو سميث (عازف جاز)
جو سميث (بالإنجليزية: Joe Smith)‏ هو عازف جاز أمريكي، ولد في 28 يونيو 1902، وتوفي في 2 ديسمبر 1937 في نيويورك في الولايات المتحدة بسبب سل.

## وصلات خارجية
- جو سميث على موقع ميوزك برينز (الإنجليزية)
- جو سميث على موقع إن إن دي بي (الإنجليزية)
- جو سميث على موقع أول ميوزيك (الإنجليزية)
- جو سميث على موقع ديسكوغز (الإنجليزية)